# Lista hrabstw w stanie Oklahoma
Lista hrabstw w stanie Oklahoma – stan Oklahoma podzielony jest na 77 hrabstw (counties). Jest to 20 miejsce pod względem liczebności wśród stanów USA.
Oklahoma początkowo, do roku 1890, gdy miała jeszcze status Terytorium Oklahoma (przed połączeniem z Terytorium Indiańskim) składała się z siedmiu hrabstw. Mają one obecnie numerację od 1 do 7. Z tym, że ówczesne siódme położone na rączce stanu (północno-wschodnia część) zostało podzielone na trzy nowe. Kolejne przyłączane miały jako numerację kolejne litery alfabetu i dopiero konstytucja stanowa z 1907 uporządkowała ten stan nadając im nazwy obowiązujące współcześnie

## Lista alfabetyczna
| Hrabstwo     | Kod stat. | Siedziba władz | Rok założenia | Nazwa oryginalna                                            | Pochodzenie                                                                         | Liczba ludności | Powierzchnia (km²) | Położenie na mapie stanu |
| ------------ | --------- | -------------- | ------------- | ----------------------------------------------------------- | ----------------------------------------------------------------------------------- | --------------- | ------------------ | ------------------------ |
| Adair        | 001       | Stilwell       | 1907          | Kraj Czirokezów (Cherokee Land)                             | Nazwisko Adair ze szczepu Czirokezów                                                | 21038           | 1492               |                          |
| Alfalfa      | 003       | Cherokee       | 1907          | Woods County                                                | Od nazwiska Williama Henry Davis "Alfalfa Bill" Murraya                             | 5593            | 2246               |                          |
| Atoka        | 005       | Atoka          | 1907          | Kraj Czoktawów (Choctaw lands)                              | Nazwisko Kapitana Atoka ze szczepu Czoktawów                                        | 14512           | 2533               |                          |
| Beaver       | 007       | Beaver         | 1890          | Siódme hrabstwo (położone na „rączce” stanu)                | Od rzeki Beaver (Beaver River)                                                      | 5380            | 4698               |                          |
| Beckham      | 009       | Sayre          | 1907          | Hrabstwo Greer County i Hrabstwo Mills                      | Od nazwiska John Crepps Wickliffe Beckham (były gubernator)                         | 19700           | 2336               |                          |
| Blaine       | 011       | Watonga        | 1890          | Z rezerwatów Szejenów i Arapaho                             | Od nazwiska James G. Blaine (były sekretarz stanu USA)                              | 12475           | 2406               |                          |
| Bryan        | 013       | Durant         | 1907          | Kraj Czoktawów (Choctaw lands)                              | Od nazwiska William Bryan (były sekretarz stanu USA)                                | 39563           | 2354               |                          |
| Caddo        | 015       | Anadarko       | 1901          | Terytorium Indiańskie                                       | Od indiańskiego słowa "Kaddi" oznaczającego "życie wodza"                           | 29296           | 3310               |                          |
| Canadian     | 017       | El Reno        | 1907          | Z rezerwatów Szejenów i Arapaho                             | Od nazwy rzeki Canadian River                                                       | 103559          | 2354               |                          |
| Carter       | 019       | Ardmore        | 1907          | Pickens County, Naród Chickasaw na Terytorium Indiańskim    | Od nazwiska prominentnej niegdyś rodziny                                            | 47582           | 2134               |                          |
| Cherokee     | 021       | Tahlequah      | 1907          | Pierwotny Kraj Czirokezów po Szlaku Łez                     | Od nazwy plemienia Czirokezów                                                       | 45393           | 1945               |                          |
| Choctaw      | 023       | Hugo           | 1907          | Pierwotny Kraj Choctawów                                    | Od nazwy plemienia Choctaw                                                          | 15011           | 2005               |                          |
| Cimarron     | 025       | Boise City     | 1907          | Siódme hrabstwo (położone na "rączce" stanu)                | Od nazwy rzeki Cimarron                                                             | 2664            | 4753               |                          |
| Cleveland    | 027       | Norman         | 1890          |                                                             | Od nazwiska Grover Cleveland dwukrotnego prezydenta USA                             | 236452          | 1388               |                          |
| Coal         | 029       | Coalgate       | 1907          | Tobucksy County, Szczep Choctaw                             | Od słowa węgiel (ang. Coal) pierwszego produktu w regionie                          | 5709            | 1342               |                          |
| Comanche     | 031       | Lawton         | 1907          | Rezerwat szczepów Kiowa, Komanczów i Apaczów                | Od hiszpańskiego Camino Ancho znaczącego szeroki szlak                              | 113811          | 1069               |                          |
| Cotton       | 033       | Walters        | 1912          | Rezerwat szczepów Quapaw, Czoktawów, Czikasawów i Komanczów | Od nazwy głównego źródła przychodów – bawełny (ang. Cotton)                         | 6299            | 1650               |                          |
| Craig        | 035       | Vinita         | 1907          | Kraj Czirokezów                                             | Od nazwiska Granville Craig – prominentnej osoby z plemienia Czirokezów             | 6299            | 1650               |                          |
| Creek        | 037       | Sapulpa        | 1907          |                                                             | Od nazwy szczepu Indian Krik                                                        | 69073           | 2476               |                          |
| Custer       | 039       | Arapaho        | 1891          | Rezerwat Indian Szejenów-Arapaho                            | Od nazwiska amerykańskiego generała George Armstronga Custera                       | 26111           | 2556               |                          |
| Delaware     | 041       | Jay            | 1907          |                                                             | Dystrykt Delavare w kraju Czirokezów                                                | 40406           | 1919               |                          |
| Dewey        | 043       | Taloga         | 1892          | Rezerwat Indian Szejenów-Arapaho                            | Od nazwiska admirała George Deweya                                                  | 4338            | 2590               |                          |
| Ellis        | 045       | Arnett         | 1907          | Roger Mills i Woodward counties                             | Od nazwiska wiceprezydenta Albert H. Ellisa                                         | 3911            | 3183               |                          |
| Garfield     | 047       | Enid           | 1893          | Cherokee Outlet                                             | Od nazwiska prezydenta Jamesa Garfielda                                             | 57657           | 2740               |                          |
| Garvin       | 049       | Pauls Valley   | 1907          | Naród Chickasaw                                             | Od nazwiska Samuel Garvin Indianina ze szczepu Chickasawów                          | 27141           | 2095               |                          |
| Grady        | 051       | Chickasha      | 1907          |                                                             | Od nazwiska Henry W. Grady redaktora i wydawcy Atlanta Constitution                 | 50615           | 2852               |                          |
| Grant        | 053       | Medford        | 1892          | Hrabstwo L                                                  | Od nazwiska Ulysses Grant prezydenta USA                                            | 27141           | 2095               |                          |
| Greer        | 055       | Mangum         | 1896          | Hrabstwo Greer, Teksas                                      | Od nazwiska John Alexander Greer wicegubernatora Teksasu                            | 5810            | 1655               |                          |
| Harmon       | 057       | Hollis         | 1909          | Hrabstwo Greer                                              | Od nazwiska Judson Harmon prokuratora generalnego Stanów Zjednoczonych              | 3254            | 1393               |                          |
| Harper       | 059       | Buffalo        | 1893          |                                                             | Od nazwiska Oscar G. Harper urzędnika w Oklahoma                                    | 12059           | 2691               |                          |
| Haskell      | 061       | Stigler        | 1909          |                                                             | Od nazwiska Charles N. Haskell pierwszego gubernatora Oklahomy                      | 12059           | 1494               |                          |
| Hughes       | 063       | Holdenville    | 1907          |                                                             | Od nazwiska William C. Hughes jednego z twórców konstytucji Oklahomy                | 13680           | 2090               |                          |
| Jackson      | 065       | Altus          | 1909          | Hrabstwo Greer                                              | Od nazwiska Andrew Jackson siódmego prezydenta USA                                  | 25778           | 2080               |                          |
| Jefferson    | 067       | Waurika        | 1907          | Rezerwat Indian Komanczów i Chickasawów                     | Od nazwiska Thomas Jefferson trzeciego prezydenta USA                               | 6273            | 1966               |                          |
| Johnston     | 069       | Tishomingo     | 1909          | Rezerwat Indian Komanczów i Chickasawów                     | Od nazwiska Douglas H. Johnston gubernatora plemienia Chickasaw                     | 10402           | 1671               |                          |
| Kay          | 071       | Newkirk        | 1909          | Pas Czirokezów                                              | Początkowo nazywane hrabstow K                                                      | 45638           | 2380               |                          |
| Kingfisher   | 073       | Kingfisher     | 1907          | Ziemie niczyje                                              | Od nazwy ptaka Kingfisher (Zimorodek)                                               | 14320           | 2339               |                          |
| Kiowa        | 075       | Hobart         | 1909          | Rezerwat Indian Kiowa i Komanczów                           | Od nazwiska Kiowa                                                                   | 3254            | 1393               |                          |
| Latimer      | 077       | Wilburton      | 1907          |                                                             | Od nazwiska James S. Latimer jednego z twórców konstytucji Oklahomy                 | 10508           | 1870               |                          |
| Le Flore     | 079       | Poteau         | 1907          | Kraj Choctawów                                              | Od nazwiska indiańskiej rodziny Choctawów o pochodzeniu francuskim                  | 49715           | 4108               |                          |
| Lincoln      | 081       | Chandler       | 1891          |                                                             | Od nazwiska Abrahama Lincolna prezydenta USA                                        | 32272           | 2484               |                          |
| Logan        | 083       | Guthrie        | 1891          |                                                             | Od nazwiska John A. Logan generała z wojny secesyjnej                               | 36435           | 1930               |                          |
| Love         | 085       | Marietta       | 1907          | Hrabstwo Greer                                              | Od nazwiska Overton Love indiańskiego sędziego z plemienia Czikasaw                 | 9112            | 1334               |                          |
| Major        | 093       | Fairview       | 1909          |                                                             | Od nazwiska John C. Major jednego z twórców konstytucji Oklahomy                    | 7190            | 2479               |                          |
| Marshall     | 095       | Madill         | 1907          |                                                             | Od nazwiska jednej z twórczyń konstytucji Oklahomy                                  | 14830           | 961                |                          |
| Mayes        | 097       | Pryor Creek    | 1907          |                                                             | Od nazwiska Samuel Houston Mayes jednego z wodzów Czirokezów                        | 39637           | 1699               |                          |
| McClain      | 087       | Purcell        | 1907          |                                                             | Od nazwiska Charles M. McClain jednego z twórców konstytucji Oklahomy               | 31849           | 1476               |                          |
| McCurtain    | 089       | Idabel         | 1907          |                                                             | Od nazwiska indiańskiej rodziny McCurtain                                           | 33539           | 4797               |                          |
| McIntosh     | 091       | Eufaula        | 1907          |                                                             | Od nazwiska indiańskiej rodziny McIntosh                                            | 19709           | 1606               |                          |
| Murray       | 099       | Sulphur        | 1907          |                                                             | Od nazwiska William H. Murray gubernatora Oklahomy                                  | 12695           | 1083               |                          |
| Muskogee     | 101       | Muskogee       | 1907          |                                                             | Od Indian Muskogee                                                                  | 71116           | 2108               |                          |
| Noble        | 103       | Perry          | 1897          |                                                             | Od nazwiska John Willock Noble sekretarza zasobów wewnętrznych Stanów Zjednoczonych | 11124           | 1896               |                          |
| Nowata       | 105       | Nowata         | 1897          |                                                             | Prawdopodobnie od zniekształconych przez Indian angielskich słów No water           | 10723           | 1463               |                          |
| Okfuskee     | 107       | Okemah         | 1907          |                                                             | Od indiańskiego miasta Okfuskee w Alabamie                                          | 11248           | 1619               |                          |
| Oklahoma     | 109       | Oklahoma City  | 1891          |                                                             | Od słów w języku Czoktawów okla i humma znaczących ludzie czerwoni                  | 701807          | 1836               |                          |
| Okmulgee     | 111       | Okmulgee       | 1907          |                                                             | Od słów w języku Krików znaczących gotująca woda                                    | 39300           | 1805               |                          |
| Osage        | 113       | Pawhuska       | 1907          |                                                             | Od nazwy indiańskiego plemienia Osedżów                                             | 45523           | 5830               |                          |
| Ottawa       | 115       | Miami          | 1907          |                                                             | Od nazwy indiańskiego plemienia Ottawów                                             | 32474           | 1220               |                          |
| Pawnee       | 117       | Pawnee         | 1897          |                                                             | Od nazwy indiańskiego plemienia Paunisów                                            | 16647           | 1476               |                          |
| Payne        | 119       | Stillwater     | 1890          |                                                             | Od nazwiska David L. Payne zwanego Ojcem Oklahomy                                   | 69038           | 1777               |                          |
| Pittsburg    | 121       | McAlester      | 1907          |                                                             | Od miasta Pittsburgh w Pennsylwanii                                                 | 44711           | 3383               |                          |
| Pontotoc     | 123       | Ada            | 1907          |                                                             | W języku Czikasawów Pontotoc znaczy Koci ogon rosnący na prerii                     | 36571           | 1865               |                          |
| Pottawatomie | 125       | Shawnee        | 1891          |                                                             | Od nazwy plemienie Indian Potawatomi                                                | 69038           | 2041               |                          |
| Pushmataha   | 127       | Antlers        | 1907          |                                                             | Od nazwy plemienie Indian Pushmataha                                                | 11666           | 3618               |                          |
| Roger Mills  | 129       | Cheyenne       | 1895          |                                                             | Od nazwiska Roger Q. Mills – senatora USA                                           | 3308            | 2958               |                          |
| Rogers       | 131       | Claremore      | 1907          |                                                             | Od nazwiska senatora i sędziego na terytorium indiańskim Clement V. Rogersa         | 83105           | 1748               |                          |
| Seminole     | 133       | Wewoka         | 1907          |                                                             | Od nazwy plemienie Indian Seminoli                                                  | 11666           | 1637               |                          |
| Sequoyah     | 135       | Sallisaw       | 1907          |                                                             | Od nazwiska indiańskiego wodza Sekwoi                                               | 11666           | 1746               |                          |
| Stephens     | 137       | Duncan         | 1907          |                                                             | Od nazwy John Hall Stephens kongresmena i adwokata z Teksasu                        | 43322           | 2271               |                          |
| Texas        | 139       | Guymon         | 1907          | Siódme hrabstwo (położone na "rączce" stanu)                | Od nazwy sąsiedniego stanu USA                                                      | 20032           | 2037               |                          |
| Tillman      | 141       | Frederick      | 1907          |                                                             | Od nazwy Benjamin Tillmana senatora USA                                             | 8148            | 2258               |                          |
| Tulsa        | 143       | Tulsa          | 1907          |                                                             | Od nazwy starego miasta Indian Krików na terenie Alabamy                            | 585068          | 1476               |                          |
| Wagoner      | 145       | Wagoner        | 1907          |                                                             | Prawdopodobnie od nazwiska Bailey P. Waggoner                                       | 67239           | 1458               |                          |
| Washington   | 147       | Bartlesville   | 1907          |                                                             | Od nazwiska George Washingtona pierwszego prezydenta USA                            | 49888           | 1080               |                          |
| Washita      | 149       | New Cordell    | 1897          |                                                             | Od nazwy rzeki Washita River                                                        | 11667           | 2600               |                          |
| Woods        | 151       | Alva           | 1893          |                                                             | Od nazwy Sama Wooda                                                                 | 8319            | 3333               |                          |
| Woodward     | 153       | Woodward       | 1907          |                                                             | Od nazwiska B.W. Woodwarda dyrektora spółki kolejowej Santa Fe                      | 19505           | 3618               |                          |